# 阮宗環
阮宗環（發音：[ŋwiən˦ˀ˥ ton˧˧ hwaːn˨˩]；1917年5月1日—2001年9月19日），也譯作阮尊環，曾被誤譯作阮宗豪，越南醫生和政治家，天主教徒。20世紀40年代至60年代間領導了大越國民黨，並在此期間積极參與南越政治，於1964年短暫擔任越南共和國第一副總理。

## 生平

### 早年經歷
阮宗環1917年5月1日出生於越南西寧。在河內大學學習醫學期間，阮活躍於學生政治運動。1939年，阮宗環參與創建了大越國民黨。
1946年越盟在越南北部站穩腳跟後，阮宗環躲在一艘帆船的甲板下逃往了蔣介石的國民黨統治下的中國。1947年阮宗環回到西貢，並繼續他的政治活動。
1947年，阮宗環與後來的越南共和國首任總統吳廷琰聯手。吳廷琰是一名天主教徒，在1930年代曾任阮朝吏部尚書，是另一位被越盟殺害的官員吳廷魁的弟弟。在這一年，兩人試圖將反共主義者們組織到一個新的民族主義團體中，稱爲越南民族聯盟（Vietnam National Alliance, VNA）。兩人都想爲越南發展一支第三力量，一方面避免共產主義，另一方面避免殖民主義。阮宗環的大越黨和吳廷琰的權力基礎提供了一些動力。
根據阮宗環和吳廷琰的說法，VNA的目的是調動起對保大領導的新政治運動的支持，這位前皇帝在八月革命期間被越盟強迫退位，後流亡海外。保大隨後試圖招募像阮宗環這樣的政客以爲自己提供通往權力之路。法國人也希望與保大合作，以便爲法國在越南的殖民存在增加合法性。
1949年，法國任命保大爲越南國的國長。越南國作爲法蘭西聯盟的一個成員國，在法國的保護傘下擁有有限的自治權。阮宗環的大越黨最初與保大合作，希望越南能夠獲得更大的自治權乃至最終獨立。阮宗環是保大政府早期兩個內閣的青年和體育部長，在任期間將乒乓球引入了越南。於此相反，吳廷琰憤怒地譴責越南國是法國人的騙局，並拒絕幫助保大，終結了越南民族聯盟。然而，後來阮宗環認識到越南國並不會帶來持久的變化，所以他和大越黨也從中退出了。
1953年末，吳廷琰的弟弟兼首席顧問吳廷瑈組織了一次統一大會，這是一個由各種反共民族主義者組成的論壇，包括阮宗環的大越黨、大越國民黨和吳廷琰的追隨者。吳廷瑈的目的是爲吳廷琰爭取宣傳。阮宗環同意參加。會議陷入了混亂，但吳廷瑈實現了他的目標，即爲他的哥哥爭取宣傳並憤怒地譴責保大。

### 第一次流亡

大越國民黨黨旗

1954年，吳廷琰被國長保大任命爲總理。第一年時，吳廷琰的政府並不穩定，包括和好教派、高臺教派和平川派犯罪集團在內的各種團體爭奪權力。在奪取權力的嘗試失敗后，阮宗環逃往了法國。吳廷琰取締了大越黨，迫使其領導人流亡或躲藏。1963年7月7日，在被任命爲越南國總理的九周年之際，吳廷琰在一次演講中抨擊了“偽裝成民主派的法西斯理論家，他們暗中尋求在國內復興和重新引起分裂，同時在國外製造反對我們的公眾輿論，”這番言論被普通視作是針對阮宗環的大越黨。1963年11月，楊文明將軍領導了反對吳廷琰的政變，吳廷琰被殺死。三個月後，阮慶將軍又在一場不流血的政變中廢黜了楊文明。

### 從政
阮慶和他的一些同謀者被認為是親大越黨的，他們號召阮宗環回來擔任總理，後者在廣播中聽到了這個提議。阮宗環在巴黎期間一直非常活躍，出版了一本雜誌，並緊跟越南政治局勢的發展。他試圖通過下屬操縱政治。阮慶試圖利用阮宗環來獲取大越黨對他的政權的支持，但事與願違。霍恩回國后未能組建政府並擔任總理。大越黨分裂成衆多敵對的派系，使他無法獲得足夠的支持，其他擁有政治前途的人對老政客從流亡中返回感到不滿，並拒絕與之合作。
阮慶決定擔任總理和重組后的軍人革命委員會主席。阮宗環則被任命爲負責綏靖事務的第一副總理。他負責管理五個部門，包括內務部、國防部和農村事務部以及兩個負責將吳廷瑈的戰略村合併入重新命名的新生活村的特別委員會。阮宗環遊說成立了少數民族發展部，並推動反腐運動、土地改革和自由選舉，努力向文官統治過渡。這使他與軍政府和美國人的衝突越來越大，後者更感興趣的是將阮慶變成一個強大的領導人以對抗共產黨人。將軍們逐步將阮宗環擠出了農村綏靖的管理，而這位大越黨領導人仍在尋求成爲總理的機會。阮宗環失去了他每周周日的廣播時段，美國官員認爲，阮慶需要定期發表演講以得到民眾的政治支持。阮慶將軍同意並接管了阮宗環的廣播時段。
由於感到受到邊緣化，阮宗環開始破壞阮慶政權。他公開指責阮慶和美國對他的無視，並開始與他們的批評者們聯手。1964年6月中旬，爆發了一場羅馬天主教徒的示威活動，作爲對佛教徒示威的回應。阮宗環暗中支持一些更有活力的的天主教煽動者們，他們指責阮慶和小亨利·卡伯特·洛奇大使“煽動”多數的佛教徒對天主教徒的“宗教歧視”。統治試圖動員大越黨黨員和軍官團中的擁護者們的支持，試圖推翻阮慶。然而，這場陰謀從未開始過，因爲策劃者們擔心，如果他們設法奪取了政權，美國人不會支持他們的政權，使他們無法統治下去。

### 第二次流亡
1964年9月1日，阮宗環經由代總理阮春瑩向阮慶提出了辭呈。6日，阮宗環抵達香港。阮宗環自稱被越南共和國當局遞解出境，但越南共和國外交部稱阮宗環並非被放逐或是遞解出境，而是被政府給予了三個月假期。後來亦有傳聞說阮宗環抵達了臺灣，越南共和國駐中華民國大使范春沼回應稱自己並不知情。隨後阮宗環前去了日本，後回到法國。1965年，阮宗環與法國總統戴高樂就法國的越南政策發生了爭執，並移居美國，在美軍中教授越南語，後來在加利福尼亞州山景城開設了一家越南餐廳。在海外，他繼續自己反對越南共產黨政府的活動。
2001年9月19日，阮宗環在美國加利福尼亞州山景城逝世，享壽84歲。

## 個人生活
阮宗環的妻子潘氏平（Phan Thị Bình）在阮宗環開餐廳時期擔任廚師，逝世於2012年。阮宗環夫婦育有兩個兒子和兩個女兒。

### 引用
1. ↑  秦郁彥 1988，第158頁.
2. ↑  秦郁彥 2001，第195-196頁.
3. ↑  . 参考消息. 1964-09-03  [2022-07-11]. （原始内容存档于2022-07-11） （中文（中国大陆））.
4. ↑  罗敏. . . 社会科学文献出版社. 2015  [2022-08-28]. ISBN 9787509772973.
5. 1 2  . 工商晚報 (工商日報有限公司). 1964-09-02  [2022-07-11]. （原始内容存档于2022-07-11） （中文（香港））.
6. ↑  . www.familysearch.org.   [2022-07-11] （美国英语）.
7. 1 2 3 4 5 6 7 8 9 10 11 12  Lewis, Paul. . The New York Times. 2001-09-26  [2022-07-11]. ISSN 0362-4331. （原始内容存档于2021-02-27） （美国英语）.
8. 1 2  Miller 2004，第439頁.
9. 1 2 3  Miller 2004，第440頁.
10. ↑  Miller 2004，第452-453頁.
11. 1 2 3  Karnow 1997，第355頁.
12. ↑  Hammer 1987，第78頁.
13. ↑  Jones 2003，第285頁.
14. ↑  Hammer 1987，第157-158頁.
15. 1 2  Shaplen 1965，第236-237頁.
16. ↑  Shaplen 1965，第245頁.
17. ↑  Blair 1995，第132頁.
18. ↑  Shaplen 1965，第246頁.
19. ↑  Shaplen 1965，第268-269頁.
20. ↑  . 工商晚報 (工商日報有限公司). 1964-09-07  [2022-07-11]. （原始内容存档于2022-07-11） （中文（香港））.
21. ↑  . 華僑日報 (華僑日報有限公司). 1964-09-07  [2022-07-11]. （原始内容存档于2022-07-11） （中文（香港））.
22. ↑  . 工商晚報 (工商日報有限公司). 1964-09-08  [2022-07-11]. （原始内容存档于2022-07-11） （中文（香港））.
23. ↑  . 工商日報 (工商日報有限公司). 1964-09-09  [2022-07-11]. （原始内容存档于2022-07-11） （中文（香港））.
24. ↑  . 工商日報 (工商日報有限公司). 1964-09-11  [2022-07-11]. （原始内容存档于2022-07-11） （中文（香港））.
25. ↑  Shaplen 1965，第282頁.
26. 1 2 3  . The New York Times. 1972-08-27  [2022-07-12]. ISSN 0362-4331. （原始内容存档于2018-10-28） （美国英语）.
27. ↑  . Los Angeles Times. 2001-09-25  [2022-07-11]. （原始内容存档于2022-07-11） （美国英语）.
28. ↑  . Nguoi Viet Online. 2013-01-11  [2022-07-11]. （原始内容存档于2022-07-11） （越南语）.
29. ↑  . www.nguoi-viet.com. 2012-11-16  [2022-07-11]. （原始内容存档于2022-07-11） （越南语）.

### 來源
- Blair, Anne E. . 纽黑文: 耶魯大學出版社. 1995. ISBN 0-300-06226-5 （英语）.
- Hammer, Ellen J. . 紐約: E. P. Dutton. 1987. ISBN 0-525-24210-4 （英语）.
- Jones, Howard. . 紐約: 牛津大學出版社. 2003. ISBN 0-19-505286-2 （英语）.
- Karnow, Stanley. . 紐約: 企鹅出版集团. 1997. ISBN 0-670-84218-4 （英语）.
- Miller, Edward. . 東南亞研究期刊 (新加坡: 劍橋大學出版社). 2004, 35 (3): 433–458  [2022-07-11]. S2CID 145272335. doi:10.1017/S0022463404000220. （原始内容存档于2022-07-14） （英语）.
- Shaplen, Robert. . 倫敦: André Deutsch. 1965 （英语）.
- 秦郁彥. . 東京: 東京大學出版會. 1988: 158. ISBN 9784130360517 （日语）.
- 秦郁彥. . 東京: 東京大學出版會. 2001: 195-196  [2023-01-18]. ISBN 9784130301220. （原始内容存档于2023-01-18） （日语）.

| 官衔        | 官衔                                            | 官衔          |
| ----------- | ----------------------------------------------- | ------------- |
| 前任： 首任 | 越南共和國第一副總理 1964年2月8日－1964年9月1日 | 繼任： 阮留園 |